# 大武崙古砲台

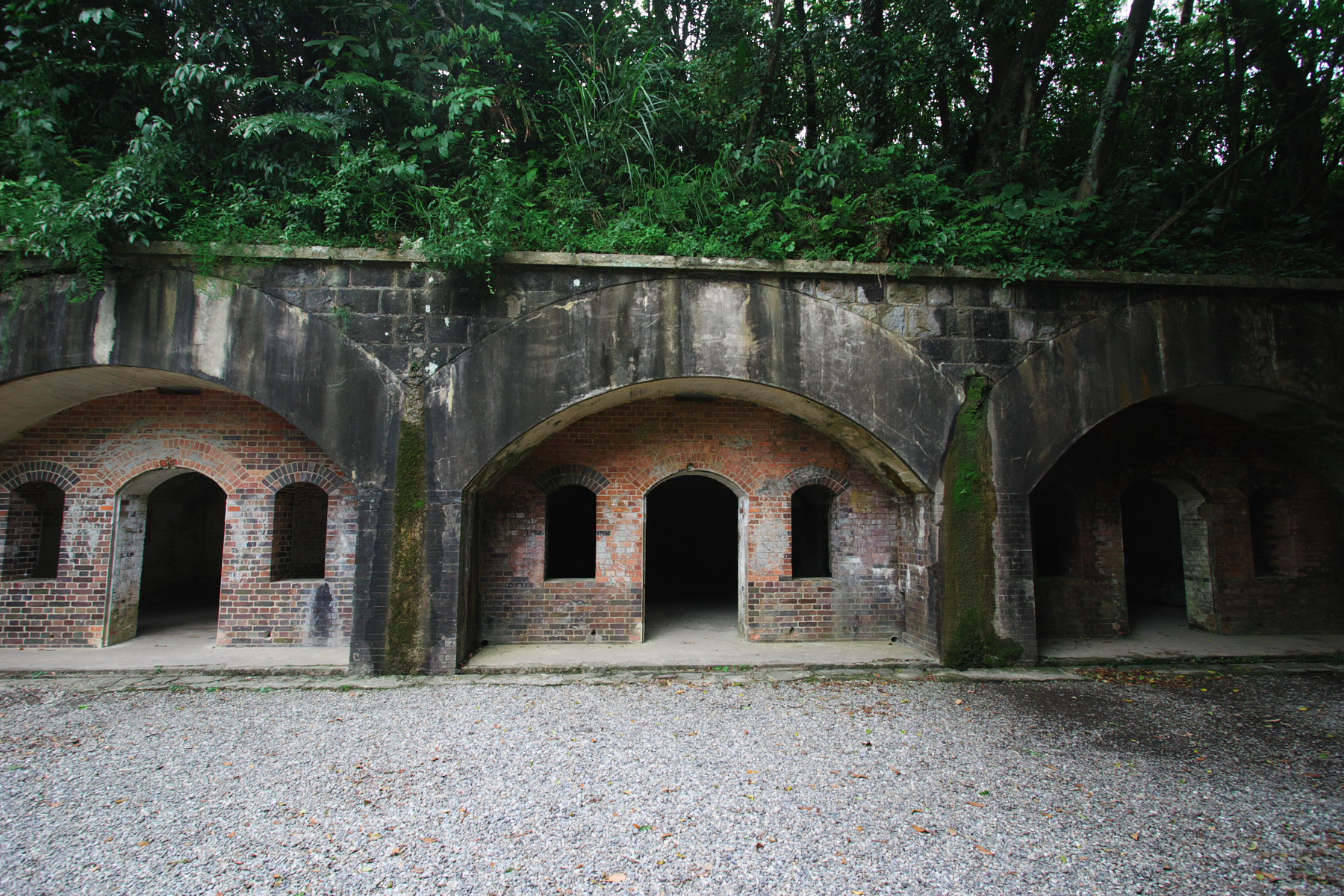
大武崙古砲台

大武崙古砲台（だいぶろんこほうだい）は台湾基隆市安楽区に存在する砲台跡。大武崙山中、情人湖の東方に位置し、砲台、古堡共に道光初年清仏戦争当時の建築状態のままの史跡であり、現在でも当時の状態で保存されている。築城当時は大武崙山は入山に制限が加えられており、その地に青石舖成で坑道を砲台を一周するように建築されている。砲台内には既に廃棄された貯水池、壕、坑道及兵舎が残されている。現在は二級古跡に指定されている。

## 歴史
大武崙は基隆港を守備する西側の重要拠点であり、1840年のアヘン戦争および1884年の清仏戦争の際に朝廷より派遣された守備隊によって築城されたとされているが、正確な建築年は不明である。

## 構造
砲台の周囲は石垣によって囲まれ、内部は通路、兵舎及び砲台の3区に区分される。入口は防禦を考慮して小さめに設計されている。兵舎は建築式と洞窟式の2種類が建築され、平時と戦時による使い分けがなされていた。砲台は塹壕式の通路により連絡されており、各砲台には大砲2門を1組として左右に配置されていた。また砲台の中心には地下室が設けられ、砲弾貯蔵庫として使用されていた。
砲台は基隆港の東北、北、西の三方向に向けられていた。砲台の北端には観測所が設けられ、近代的な精密射撃を目的とした設備であったことを知ることが出来る。